# هانا رووي
هانا رووي (3 أكتوبر 1996 - ) (بالإنجليزية: Hannah Rowe) هي لاعبة كريكت نيوزلندية. شاركت مع منتخب نيوزيلندا الوطني للكريكت.

## وصلات خارجية
- هانا رووي على موقع إي آس بي آن كريك إنفو (الإنجليزية)